# 周喜安
周喜安（1963年8月—），男，河南新野人，中华人民共和国政治人物。1988年4月加入中国共产党，1988年6月参加工作，中国社会科学院世界经济专业毕业，研究生学历，经济学博士，助理研究员。第十二届全国人民代表大会四川地区代表。

## 生平
早年毕业于吉林大学经济系经济学专业，之后攻读吉林大学研究生院研究生，获经济学硕士学位。毕业后分配到轻工业部发展战略研究中心助理研究员；1992年7月，调到国家计委工作，历任政策研究室主任科员，政策研究室发展政策处副处长，政策法规司国际经济处副处长，政策法规司分析处调研员，政策法规司综合处处长，政策法规司助理巡视员等职。2003年5月，调任国家发改委政策研究室副主任。2005年7月兼任国家能源领导小组办公室综合组负责人。2006年6月，任国家能源领导小组办公室综合组组长。2008年8月，任国家能源局综合司司长。2010年11月，转任中共巴中市委副书记，市人民政府党组书记、代理市长；次年2月正式任市长。2013年，担任全国人大代表。2014年11月，调任中共资阳市委书记。2015年3月兼任市人大常委会主任。
2018年1月，调任安徽省人民政府副省长。2023年1月，当选为安徽省政协副主席。
2025年2月6日，因涉嫌严重违纪违法，接受中央纪委国家监委纪律审查和监察调查，成为农历乙巳蛇年首“虎”。7月30日，被开除党籍和公职，涉嫌犯罪问题移送检察机关依法审查起诉。